# Geonomeae
Geonomeae es una tribu de plantas con flores perteneciente a la subfamilia Arecoideae dentro de la familia de las palmeras (Arecaceae). Tiene los siguientes géneros.

## Géneros
- Aristeyera H. E. Moore = Asterogyne H. Wendl.
- Asterogyne H. Wendl.
- Calyptrogyne H. Wendl.
- Calyptronoma Griseb.
- Cocops O. F. Cook = Calyptronoma Griseb.
- Geonoma Willd.
- Gynestum Poit. = Geonoma Willd.
- Kalbreyera Burret = Geonoma Willd.
- Pholidostachys H. Wendl. ex Benth. & Hook. f.
- Roebelia Engel = Geonoma Willd.
- Taenianthera Burret = Geonoma Willd.
- Vouay Aubl. = Geonoma Willd.
- Welfia H. Wendl.